# Hermandad de los Gitanos (Madrid)

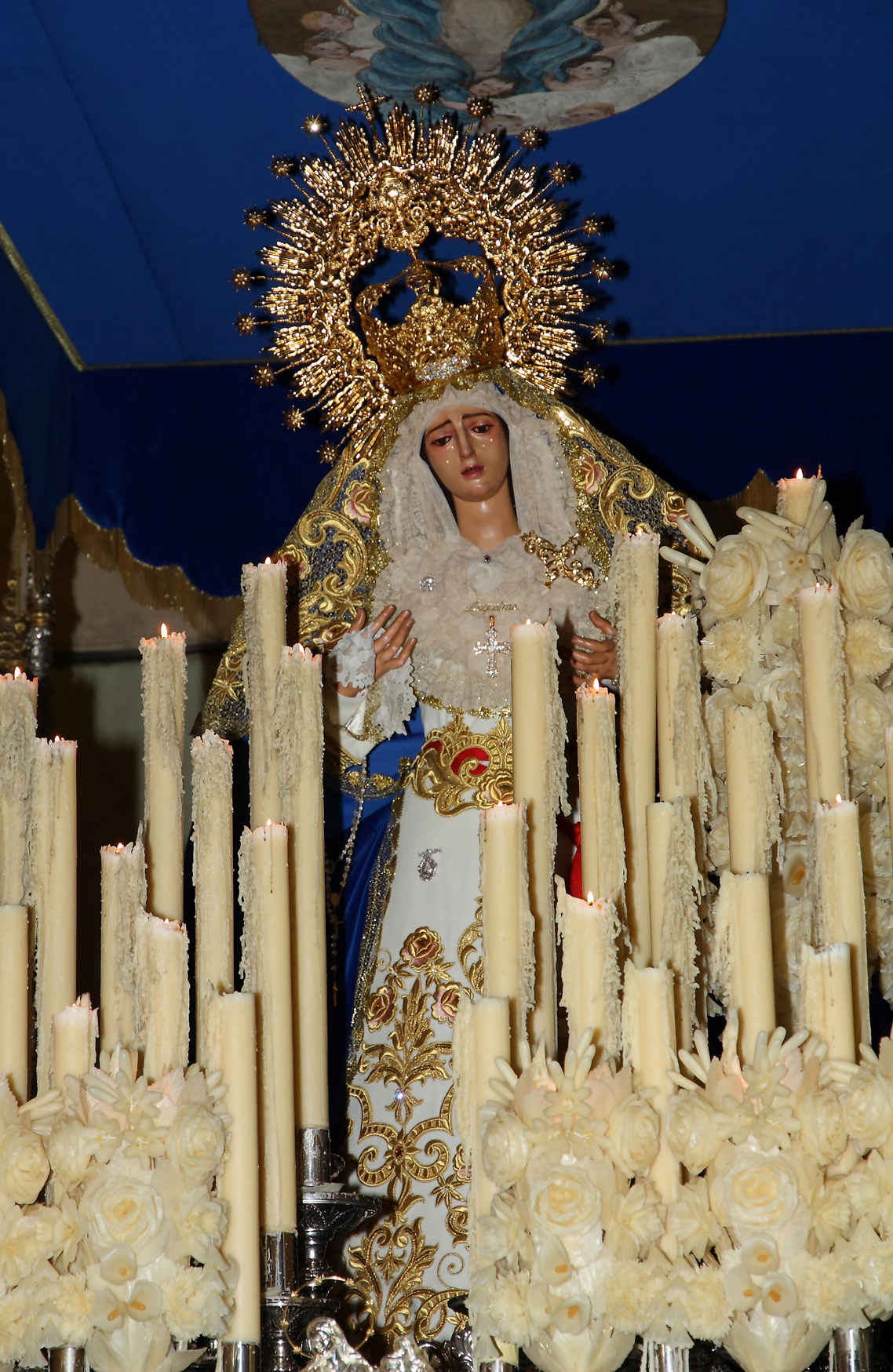
María Santísima de las Angustias (2012).

La Hermandad de los Gitanos es una cofradía de culto católico instaurada en la ciudad de Madrid (España), con fecha de fundación 26 de octubre de 1996. Tiene su sede canónica en la Iglesia del Carmen y San Luis obispo, ubicada en el número 10 de la calle del Carmen. 
Realiza su estación de penitencia el Miércoles Santo, y su nombre completo es Hermandad y Cofradía de Nazarenos de Ntro. Padre Jesús de la Salud y Mª Santísima de las Angustias, "Los Gitanos".

## Titulares
La hermandad cuenta con dos titulares:
- Nuestro Padre Jesús de la Salud, que es obra de Ángel Rengel López en 1998. La talla es de madera de cedro real, y de cuerpo entero anatomizado, con 186 centímetros de altura.
- María Santísima de las Angustias, también realizada por Ángel Rengel López en 1998. Es imagen de tipo candelero, para vestir, y realizada en madera de cedro. Fue restaurada en 2011.

## Hábito
Hábito o ropa característica que los nazarenos de la hermandad lucen durante la estación de penitencia es según la descripción literal obtenida las reglas públicas de la hermandad: "La túnica de hermandad es blanca, cíngulo y botonadura de color morado, capa blanca y antifaz de terciopelo morado, zapatos negros, guantes y calcetines blancos."

## Medalla
La medalla que los hermanos de la hermandad lucen del cuello durante los actos que ésta celebra es según la descripción literal obtenida las reglas públicas de la hermandad: "La medalla y el cordón, que deberán ostentar los hermanos en las ocasiones en las que las reglas de la hermandad así lo indiquen, serán: La medalla es de plata o metal plateado, figurando en el anverso troquelado el escudo de la hermandad y en el reverso, también a troquel el nombre de: Hermandad de los Gitanos – Madrid. El cordón, del que penderá la medalla, será de color morado, fabricado con hilo de seda o similar, con sus correspondientes pasadores. 
El hermano mayor, como máximo representante de la hermandad, lucirá medalla y cordón de color dorado. El teniente hermano mayor medalla y cordón plateado. El resto de la junta de gobierno llevará medalla plateada y cordón morado entrelazado con dorado".

## Recorrido
El recorrido para la Estación de Penitencia. La Cruz de Guía sale a la calle a las 20:15 de la Parroquia de Ntra. Sra. del Carmen para seguir por la Calle de la Salud, Calle del Carmen, Puerta del Sol, Calle del Correo, Plaza del Marqués de Pontejos, Calle de la Paz, Calle de la Bolsa, Plaza Jacinto Benavente, Calle de Atocha, Iglesia de la Santa Cruz (donde se realiza la Estación de Penitencia), Plaza de Santa Cruz, Plaza de la Provincia, Calle de Gerona, Plaza Mayor, Calle de la Sal, Calle de Postas, Calle de San Cristóbal, Travesía de Arenal, Calle del Arenal, Plaza de Celenque, Calle de Tetuán, Calle del Carmen, Calle de la Salud.

## Pasos
Los pasos con los que realiza la procesión son portados a costal.
- Paso de Ntro. Padre Jesús de la Salud, diseñado por Antonio María Lebrero, ejecutado de ebanistería en los talleres de los Hermanos Caballero de Sevilla en 1999-2000. Ha sido tallado en diferentes fases siguiendo un nuevo diseño del tallista Gonzalo Merencio Álvarez durante 2003-2007
- Paso de Mª Stma. de las Angustias. El palio es diseño de Mariano Martín Santonja (2012), siendo los varales (1955) y respiraderos (1957-59) obra de Julio Martínez y José Jiménez en origen para la Had. de los Gitanos de Sevilla.

## Manos Morenas
La hermandad entrega cada año la mención especial “Manos Morenas”. El objetivo de este galardón es el de reconocer la labor cofrade y de vida cristiana, de entidades o personas.
Relación de galardonados
- I Mención - 14/06/2009 a D. Emiliano de Castro Zarzuelo.
- II Mención - 13/06/2010 a Rvdo. Padre D. Francisco Andrés Martínez Domínguez.
- III Mención - 22/10/2011 a Mons. D. Manuel González Cano.
- IV Mención - 22/10/2012 a D. Miguel Izquierdo Lozano.
- V Mención - 19/10/2013 a D. Manuel Aparicio Ramírez.
- VI Mención - 18/10/2014 a Rdvo. Padre D. Adolfo Lafuente Guantes.
- VII Mención - 17/10/2015 a la Hermandad de los Panaderos de Sevilla.
- VIII Mención - 22/10/2016 a la Hermandad de los Gitanos de Sevilla.
- IX Mención - 21/10/2017 a D. Julio Cabrera Romano.
- X Mención -
- XI Mención -
- XII Mención -
- XIII Mención - 21/10/2023 Inmaculada Galván

## Historia
El 13 de diciembre de 1995, día de Santa Lucía, se celebró en la Casa de Hermandad del Rocío, de Madrid, la primera asamblea para la creación de la Hermandad. En la citada asamblea se eligió una comisión gestora encargada de llevar a cabo todos los trámites necesarios para dicho fin.
13 de mayo, se fijó la sede canónica en la Iglesia parroquial de San Jerónimo el Real de Madrid, tras recibir la preceptiva autorización de su párroco, Monseñor Don Manuel González Cano.
4 de mayo de 1996, recibe la correspondiente aprobación del Excmo. Sr. Arzobispo de Madrid, Don Antonio María Rouco Varela, otorgando personalidad jurídica pública, siendo inscrita en el Registro de Entidades Religiosas.
21 de septiembre de 1996 se celebran las primeras elecciones para elegir al Hermano Mayor.
26 de octubre de 1996 se celebre Solemne Misa fundacional en la parroquia de Los Jerónimos contando con la asistencia al acto de la hermandad de Sevilla, a la cual nuestra corporación otorgó la medalla de plata. En dicho acto, celebrado por Monseñor D. Manuel González Cano se impusieron las primeras medallas de hermanos. Este mismo día es estrenado el estandarte de nuestra corporación obra del bordador Sevilla José Ramón Paleteiro.
6 de junio de 2010, en el Cabildo General de Hermanos, se aprueba el cambio de sede canónica a la Iglesia de Nuestra Señora del Carmen y San Luis, Madrid.
El sábado 16 de julio, festividad de la Virgen del Carmen se firmó el acuerdo de vinculación de la “Hermandad y Cofradía de Nazarenos de Nuestro Padre Jesús de la Salud y María Santísima de las Angustias” con la “Real e Ilustre y Primitiva Esclavitud de Nuestra Señora del Carmen” y con la “Cofradía Sacramental de la Santísima Trinidad”. Como resultado de este acuerdo, las tres corporaciones se rigen a partir de este momento como una sola, siendo su nombre el de ”Real e Ilustre y Primitiva Hermandad Sacramental de la Santísima Trinidad, Esclavitud de Nuestra Señora del Carmen y Cofradía de Nazarenos de Nuestro Padre Jesús de la Salud y María Santísima de las Angustias (Los Gitanos)” y responderá, como una única Asociación de Fieles, por cada una de las tres corporaciones. Firman el acuerdo de vinculación D. Julio Cabrera Romano en nombre y representación de la “Hermandad y Cofradía de Nazarenos de Nuestro Padre Jesús de la Salud y María Santísima de las Angustias” y D. Adolfo Lafuente Guantes en nombre y representación de la “Real e Ilustre y Primitiva Esclavitud de Nuestra Señora del Carmen” y el mismo en nombre y representación de la “Cofradía Sacramental de la Santísima Trinidad” con el Visto Bueno de Avelino Revilla, vicario general de la Archidiócesis de Madrid.

## Composiciones musicales propias
- Al Gitano de san Jerónimo, de José María Sánchez Martín, para la agrupación musical. 2000.
- Nuestra Señora de las Angustias Gitana, de Oscar Mosteiro Mesa, para banda de música, 2011.
- Tus Manos Morenas de Francisco Ortiz Morón, para agrupación musical. Estrenada el 23 de noviembre de 2013 por la A.M. Santa Marta y Sagrada Cena, “La Cena" de León.
- Himno de de Hermandad  compuesto por Almudena García La Moneda y adaptado para agrupación musical por Juan Ramón Solla Santos, Director Musical de la A.M. "La Cena" de León.
- Miradas, de Daniel Bautista Mayo, miembro de la Dirección Musical de la A.M. Santa Marta y Sagrada Cena, "La Cena" de León. 2020 (Se iba a estrenar en la Semana Santa, pero fue imposible por la pandemia...)

## Junta de Gobierno
Director Espiritual: Rvdo. Padre D. Roberto López Montero.
Hermano Mayor: D. Ricardo Moreno Fernández.
Teniente Hermano Mayor: D. Miguel Ángel Hernández Castillo.
Mayordoma 1ª: Dª. Patricia Pombo Pacheco.
Mayordoma 2º: Dª. Marina Jiménez Jiménez.
Secretaria 1ª: Dª. María Luisa Hellín Zurita.
Secretario 2º: D. Manuel Iglesias Jiménez.
Fiscal 1º: D. Fernando del Pozo Rodríguez.
Fiscal 2º: D. Eduardo Lázaro Lázaro.
Prioste 1º: D. Agustín Fernández Gómez.
Prioste 2º: D. José García Pastor.
Diputado Mayor de Gobierno: D. José Luis Martínez Real.
Diputado de Cultos y Promotor Sacramental: D. José Antonio Tamargo Díaz.
Diputado de Juventud: D. Diego Espino Gordo.
Diputada de Caridad: Dª. Valentina Fuentes Domínguez.
Consiliario 1º: D. Juan Castro Lara.
Consiliaria 2ª: Pilar Moruno Moreno.
Consiliario 3º: D. Ángel López Pérez.
Consiliario 4º: D. Ramiro Viscasillas Moraleda.